# Jason Hickel
Jason Hickel (Swaziland,1982),  is een economisch antropoloog en hoogleraar aan het Instituut voor Milieuwetenschappen en Technologie van de Autonome Universiteit van Barcelona. Hij houdt zich vooral bezig met de gevolgen van de economie op het milieu en de wereldwijde ongelijkheid. Met het boek Less is More: How Degrowth Will Save the World (2020), dat in het Nederlands verscheen als Minder is meer, kreeg hij internationale bekendheid. Het boek is een pleidooi voor economische krimp in plaats van het najagen van een zo groot mogelijke groei en winst.
Naast zijn wetenschappelijke werk levert hij regelmatig bijdragen aan The Guardian, Al Jazeera en Le Monde Diplomatique.

## Grenzen aan de groei
In 1968 werd de Club van Rome opgericht, een groep wetenschappers die zich bezorgd toonden over de toekomst van de aarde. In het rapport De grenzen aan de groei, dat in 1972 uitkwam, waarschuwden zij voor een uitputting van de hulpbronnen. Lange tijd meende Jason Hickel  dat de economie kon blijven uitdijen en verduurzamen tegelijkertijd. Groei zou het toverwoord zijn voor vooruitgang, innovatie en welzijn. Niets is minder waar, zegt Hickel nu, het is een mythe.
Hij spreekt over een meervoudige crisis, waarbij het kapitalisme, als ‘s werelds belangrijkste economisch systeem, de aarde vernietigt. Het kapitalisme houdt de koloniale uitbuiting van het arme Zuiden door het rijke Noorden in stand. Hickel pleit voor sociale rechtvaardigheid in plaats van dwangmatige groei.
Met een steeds verdere opwarming van de aarde is de klimaatcrisis geen dreigende apocalyps. Voor tientallen miljoenen klimaatvluchtelingen is de ramp al in volle gang. Het voorkomen van de opwarming van de aarde met 1,5 graden voor 2030, zoals afgesproken in het akkoord van Parijs, is in feite mislukt, betoogt Hickel. De uitstoot van broeikasgassen neemt helemaal niet af en hij noemt dit een grootscheeps falen van regeringen en andere instituties. Tijdens een lezing voor het wetenschappelijk bureau van GroenLinks meldde hij dat de reductie van CO-2  in Nederland zo traag gaat, dat het op deze manier meer dan 200 jaar gaat duren voordat het land klimaatneutraal is.
Als de ontbossing en vernietiging van de leefomgeving van vele diersoorten geen halt wordt toegeroepen dreigt een uitroeiing van alle niet-menselijke schepsels. Ten onrechte krijgt de gehele mensheid hiervan de schuld. zegt Hickel, de werkelijke oorzaak ligt bij het onderliggend economisch systeem, het kapitalisme.

## Uitwassen kapitalisme
Het kapitalisme staat niet alleen voor de vrije markt, handel en bedrijven, want die waren een paar eeuwen geleden al de belangrijkste onderdelen. Een steeds grotere rol speelt het streven naar een  hoger BBP. Het doel is niet  de vermeerdering van de basisbehoeften , maar louter een zo groot mogelijk winst.
Hoe meer productie, des te meer raken de hulpbronnen en grondstoffen (cement, hout, biobrandstoffen) uitgeput. In dit postkoloniale tijdperk zijn het de rijke landen in het Noorden die de winst incasseren. Het Noorden eigent zich goedkope producten uit de rest van de wereld toe, zoals rundvlees voor Mc Donalds en suiker voor Coca-Cola. 
De rijke landen bepalen ook welke producten er op de markt komen en wie ervan profiteert. Dit leidt ertoe dat luxe producten, zoals SUV’s, op de markt in plaats van gezondheidszorg, openbaar en hernieuwbare energie.
Het BBP staat voor meer dan alleen productie van goederen. De term omvat ook diensten, zoals de hotelindustrie en de luchtvaart, die veel materialen en energie vergen.

## Actie
Jason Hickel pleit voor actie. De rijke landen dienen hun oneindige behoefte aan grondstoffen met vijftig procent te beperken. Technologie en efficiency zijn niet nuttig, zolang ze alleen maar tot meer productie leiden. Het is onrechtvaardig om de huidige problemen af te wentelen op de toekomstige generaties. Er moet een overgang komen van groei naar krimp. Alleen sectoren die bijdragen aan het welzijn van de mensheid, zoals woningbouw en gezondheidszorg, dienen nog te groeien. Dat deze omslag in het denken massale werkeloosheid kan veroorzaken neemt de wetenschapper voor lief. Hij bepleit een basisinkomen en een verkorting van de werkweek, want op deze manier is er op deze wereld meer dan genoeg voor iedereen.

## Kritiek

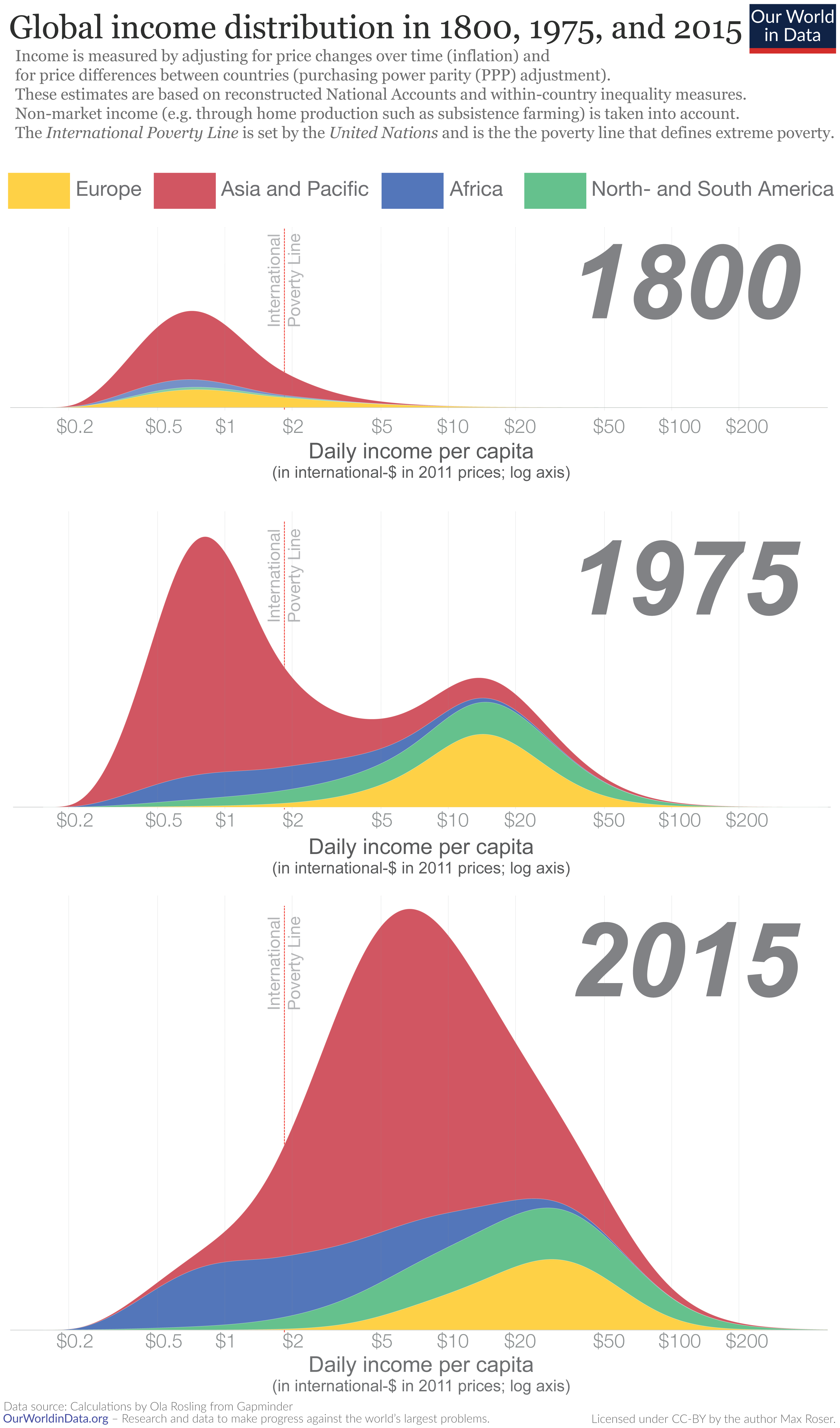
Wereldwijde inkomensverdeling doorheen de tijd (Our World in Data).
De grafiek toont een duidelijke verschuiving van inkomens naar hogere niveaus. Critici van Hickel, waaronder de economen Max Roser en Noah Smith, verwijzen naar deze figuur als bewijs dat de wereldwijde armoede is afgenomen – in tegenstelling tot wat Hickel beweert.

Critici van Hickel argumenteren dat er een sterke correlatie bestaat tussen economische groei en verbeteringen in het welzijn (gemeten aan de hand van factoren als vrije tijd, gezondheidszorg en levensverwachting). Critici wijzen er ook op dat economische groei kan plaatsvinden terwijl de uitstoot daalt, en verwijzen naar gegevens die aantonen dat veel landen zijn overgestapt op groene energiebronnen en toch economische groei bleven ervaren.
Noah Smith heeft Hickel bekritiseerd omdat hij één enkele armoedegrens ($7,40 per dag) hanteert en de stijging van de inkomens onder die grens negeert. Smith merkt op dat een verhoging van het inkomen van $ 1,90 per dag naar $ 7,39 per dag levensveranderend zou zijn, maar niet als verlichting van de armoede voor Hickel zou tellen. Smith beschuldigt Hickel ervan armoedebestrijding volledig te benaderen als het overschrijden van één enkele eindstreep. Bovendien stelt Hickel die grens zo hoog dat hij kan blijven beweren dat armoede niet is afgenomen. Volgens Smith is het belangrijk om naar inkomensverdelingen te kijken, en niet slechts naar één drempel.  Bovendien blijkt uit het onderzoek van Shaohua Chen en Martin Ravallion dat, ongeacht wat men armoedegrens als armoedegrens neemt, en in tegenstelling tot wat Hickel beweert, het percentage van de wereldbevolking dat onder de armoedegrens leeft tussen 1981 en 2008 is afgenomen.
Socioloog Tibor Rutar bekritiseert Hickels werk in een wetenschappelijk artikel uit 2024, waarin hij het verband tussen kapitalisme en extreme armoede onderzoekt. Volgens Rutar tonen de gegevens duidelijk aan dat armoede, en zelfs een leven relatief dicht bij extreme armoede (maar daar net boven), een onmiskenbare en niet ongebruikelijke realiteit was in veel pre-kapitalistische samenlevingen. In tegenstelling tot Hickel stelt Rutar dat de overgang naar kapitalistische instituties in landen zoals Engeland niet leidde tot verslechtering, maar eerder tot stabilisatie of verbetering van de levensstandaard. Regio’s die deze kapitalistische ontwikkeling niet doormaakten, zoals delen van continentaal Europa, kenden daarentegen vaak een daling in reële lonen en voedselzekerheid.
Volgens Tibor Rutar is de relatie tussen kapitalisme en kolonialisme complexer dan vaak wordt gesuggereerd. Hij betoogt dat veel koloniale machten (zoals Spanje en Portugal) in de vroegmoderne tijd nog pre-kapitalistisch waren. Bovendien voerden deze machten zelden kapitalistische instituties in hun koloniën in. Enkel in enkele settlerkolonies, zoals de Verenigde Staten en Australië, vond daadwerkelijke kapitalistische ontwikkeling plaats. Volgens Rutar volstaat een economisch winstmotief op zich niet om kolonialisme als een specifiek kapitalistische praktijk te beschouwen. Analyses van betalingsbalansen tonen ook aan dat koloniale plundering in het algemeen geen noodzakelijke of doorslaggevende rol speelde in de economische groei van Europa—met uitzondering van de settlerkolonies.
- Bibsys: 1507616673450
- Bibliothèque nationale de France: cb16992747g (data)
- Catàleg d'autoritats de noms i títols de Catalunya: 981060034239206706
- CiNii: DA18727814
- Gemeinsame Normdatei: 1070382981
- International Standard Name Identifier: 0000 0004 3697 1159
- Library of Congress Control Number: no2014116210
- Bibliotheek van het Japanse parlement: 032821026
- Nationale Bibliotheek van Tsjechië: xx0235551
- Nationale Bibliotheek van Israël: 987007387616905171
- Nederlandse Thesaurus van Auteursnamen: 363428380
- ORCID: 0000-0002-7490-9757
- Istituto Centrale per il Catalogo Unico: TSAV625553
- Système universitaire de documentation: 183703596
- Virtual International Authority File: 310630699